# Polnisch-Schwedischer Krieg (1600–1629)

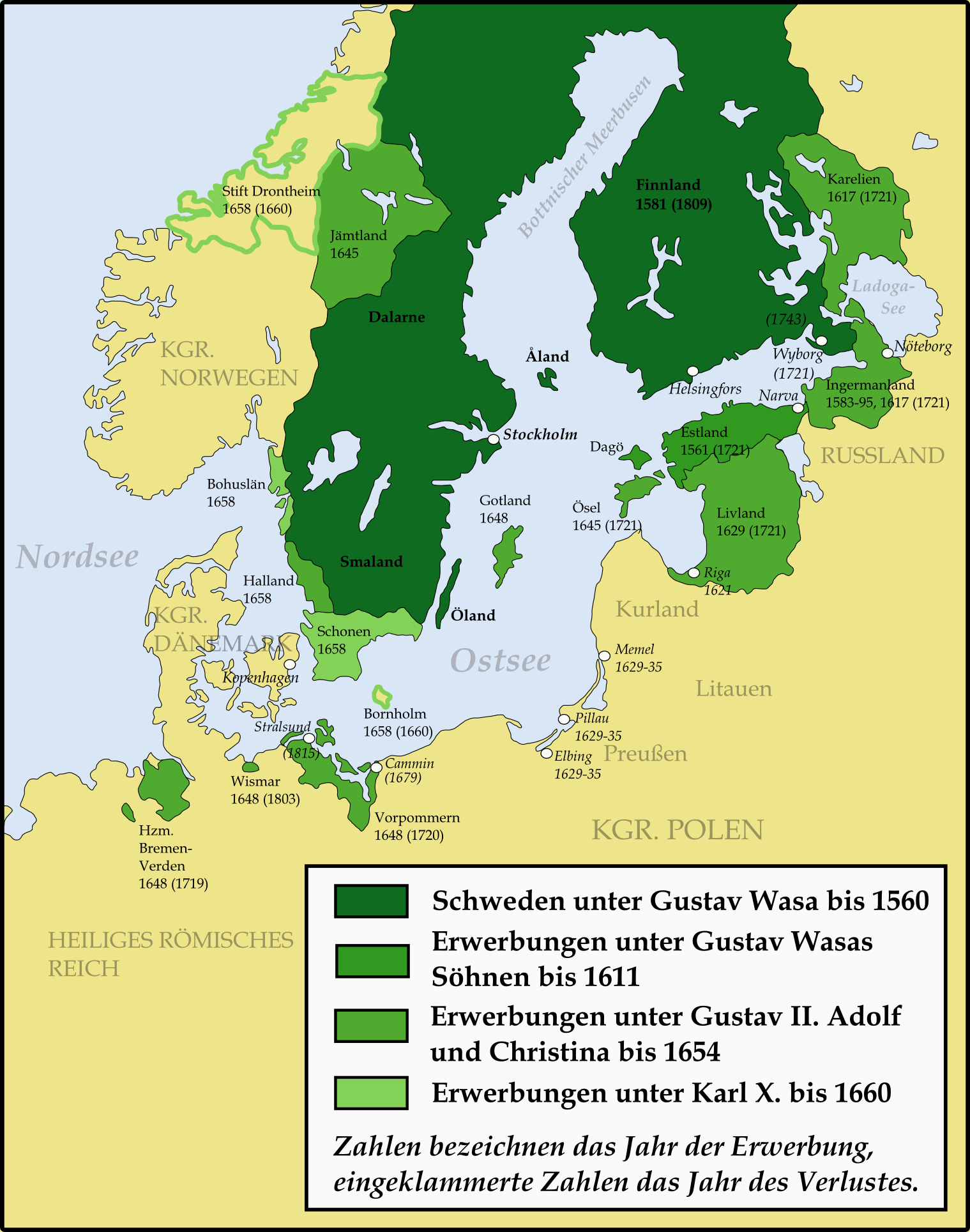
Die territoriale Expansion Schwedens in den Jahren 1560 bis 1660

Die Schwedisch-Polnischen Kriege von 1600 bis 1629 waren ein militärischer Konflikt zwischen Schweden und Polen-Litauen, bei dem es um Erbfolgeansprüche und die Vorherrschaft im Ostseeraum ging. Sie gehören zu einer ganzen Reihe Nordischer Kriege, die sich vom 16. bis 18. Jahrhundert abspielten. Mit mehreren Unterbrechungen zog sich der Krieg über fast 30 Jahre hin. Die Auseinandersetzungen fanden zum Teil parallel, jedoch weitgehend unabhängig vom Dreißigjährigen Krieg (1618–1648) statt.

## Ursprünge des Konflikts: die Thronansprüche Sigismund Wasas

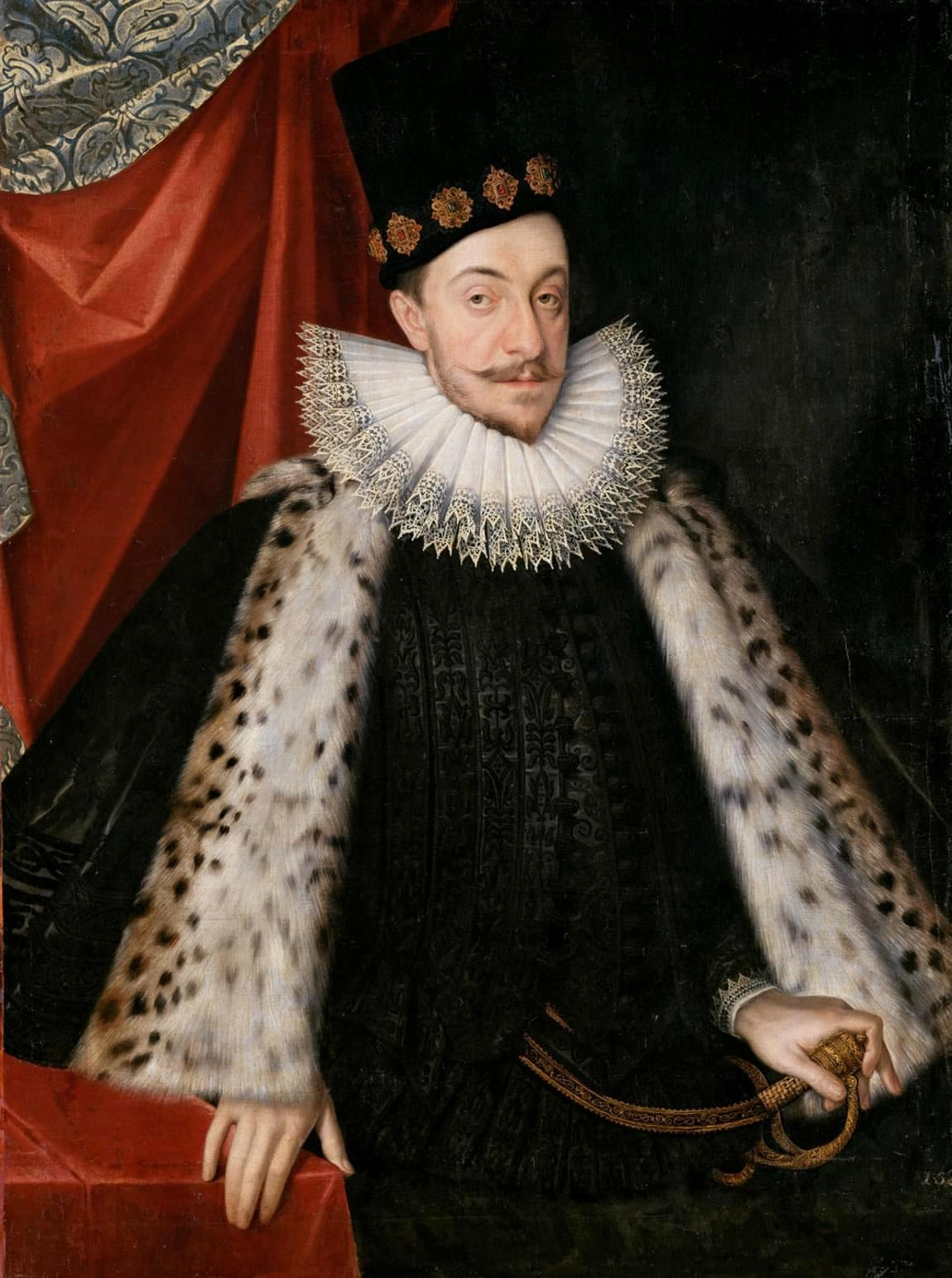
Sigismund Wasa, 1587–1632 König von Polen, 1592–1599 König von Schweden (Gemälde von Martin Kober)

Im Jahr 1587 wurde Sigismund Wasa nach dem Tod des bisherigen polnischen Königs Stephan Báthory durch die polnisch-litauische Adelsversammlung zum König von Polen gewählt. Er bestieg unter dem Namen Sigismund III. Wasa (poln. Zygmunt III Waza, litauisch Zigmantas Vaza) den polnischen Thron. Gegenkandidat bei der Wahl war der Habsburger Erzherzog Maximilian, der allerdings militärisch mit seinen Anhängern in der Schlacht bei Byczyna 1588 den von Jan Zamoyski geführten Truppen unterlag, in Gefangenschaft geriet und daraufhin auf seine Thronansprüche verzichtete.
Sigismund war der Sohn des schwedischen Königs Johann III. und dessen Frau Katharina Jagiellonica, die eine polnisch-litauische Prinzessin aus dem Adelsgeschlecht der Jagiellonen und die Tochter König Sigismund I. von Polen (* 1467; † 1548) war. Vor allem unter dem Einfluss der Mutter wurde Sigismund katholisch erzogen. Schon bei seiner Thronbesteigung in Polen war klar, dass er nach dem Tod seines Vaters auch den schwedischen Thron besteigen würde. Die Perspektive eines katholischen Königs im mittlerweile rein evangelisch-lutherischen Schweden löste in führenden politischen Kreisen Schwedens Unruhe aus. Sigismund unterzeichnete daher nach seiner Thronbesteigung in Polen die Artikel von Kalmar, die das zukünftige Verhältnis zwischen Polen und Schweden regeln sollten.
Darin wurde die Unabhängigkeit beider Königreiche voneinander festgeschrieben. Dem protestantischen Schweden wurde Religionsfreiheit garantiert. Nach dem Tod seines Vaters wurde Sigismund Wasa 1594 auch zum König von Schweden gekrönt, so dass beide Königreiche in Personalunion zwischen Polen und Schweden vereinigt wurden. Sigismund residierte jedoch weiter in der polnischen Hauptstadt Krakau und versuchte Schweden von dort aus zu regieren. Vier Jahre später kam es zu einer Rebellion seiner Gegner in Schweden unter Führung seines protestantischen Onkels Karl, des Herzogs von Södermanland. Sigismund wurde vorgeworfen, sich nicht an seine früheren Versprechen zu halten, insgeheim die Gegenreformation in Schweden zu fördern und die Selbständigkeit Schwedens einzuschränken. Sigismund landete daraufhin mit einer mehrere 1000 Mann starken Söldnertruppe an der schwedischen Küste in Kalmar, um seine Thronrechte zu verteidigen.
Nach anfänglichen Erfolgen erlitt er jedoch in der Schlacht von Stångebro am 25. September 1598 eine Niederlage und sah sich gezwungen, Schweden wieder zu verlassen. Er wurde danach durch den schwedischen Reichstag seiner Thronrechte verlustig erklärt. Sein protestantischer Onkel Karl, der Anführer der Rebellion, wurde zunächst Reichsverweser und bestieg als Karl IX. im Jahr 1604 den schwedischen Thron. Offiziell gab Sigismund Wasa den Anspruch auf die schwedische Krone jedoch nie auf und nannte sich weiterhin „König von Polen und Schweden“.

## Kriegsausbruch und Kriegsverlauf 1600–1611
Während Sigismund seine schwedischen Thronansprüche im Wesentlichen auf angeworbene ausländische Söldnerheere stützen musste und so gut wie keine polnischen Truppen in die schwedischen Thronstreitigkeiten involviert waren, kam es in der Folge zum offenen Kriegsausbruch zwischen beiden Ländern. Anlass war der Anspruch König Sigismunds auf das unter schwedischer Herrschaft stehende Estland. Schon in den Verhandlungen vor der Thronbesteigung Sigismunds in Polen war im Gespräch gewesen, ob das schwedische Estland gewissermaßen als Preis für die Erlangung der polnischen Königskrone an Polen-Litauen übergeben werden sollte. Dies wurde jedoch von allen politischen Kreisen Schwedens, insbesondere von König Johann III. entschieden abgelehnt, so dass dies auch nicht vertraglich fixiert wurde.
Nach dem Verlust der schwedischen Krone gelang es König Sigismund, die führenden Adelskreise Polen-Litauens für einen Feldzug nach Estland zu gewinnen. Die Schweden kamen jedoch dem polnisch-litauischen Angriff zuvor und gingen selbst in die Offensive. Im Verlauf des Jahres 1600 drangen von Estland aus schwedische Truppen unter der Führung Herzog Karls nach Livland ein und besetzten die Städte Dorpat und Pernau. Die Schweden drangen bis zur Düna vor und begannen mit der Belagerung der Burg Kokenhusen etwa 100 km östlich von Riga. Den direkten Angriff auf das stark befestigte Riga wagte Herzog Karl jedoch nicht. Angesichts der schwedischen Erfolge bewilligte der Sejm die Geldmittel für die Aufstellung einer Armee von etwa 20.000 Mann. Unter der Führung des Großhetmans von Litauen Krzysztof Radziwiłł rückte diese Streitmacht nach Livland vor.
Am 23. Juni 1601 kam es zur Schlacht bei Kokenhusen, die für die polnisch-litauische Armee siegreich verlief. Die Schweden mussten sich wieder weitgehend aus Livland zurückziehen und den größten Teil ihrer Eroberungen aufgeben. Auch in der Schlacht bei Weissenstein am 15. September 1604 blieb das polnisch-litauische Heer unter Hetman Jan Karol Chodkiewicz siegreich. Der schwedische Reichstag bewilligte daraufhin Gelder für militärische Verstärkungen. Im Jahr 1605 landete eine etwa 5000 Mann starke schwedische Armee unter Anders Lennartsson in Estland und marschierte auf Riga mit dem Ziel, diesen bedeutenden Ostseehafen einzunehmen. In der Schlacht bei Kirchholm am 27. September 1605 wurde die vereinigte schwedische Streitmacht unter dem Oberkommando König Karls IX. jedoch von der zahlenmäßig unterlegenen polnisch-litauischen Armee unter dem Kommando von Chodkiewicz vernichtend geschlagen.
In der Folgezeit gelang es jedoch den Polen nicht, ihre militärischen Erfolge dauerhaft zu nutzen. Aufgrund ausstehender Soldzahlungen löste sich das Heer Chodkiewiczs wieder weitgehend auf und Polen wurde durch innere Unruhen geschwächt (u. a. durch den von 1605 bis 1609 anhaltenden Zebrzydowski-Aufstand gegen König Sigismund). Außerdem brach 1609 der Krieg zwischen Polen und Russland aus. Im Jahr 1611 wurde schließlich ein Waffenstillstand zwischen Schweden und Polen abgeschlossen, der im Wesentlichen den Besitzstand vor dem Krieg festschrieb.

## Erneute Kriegshandlungen 1617–1618

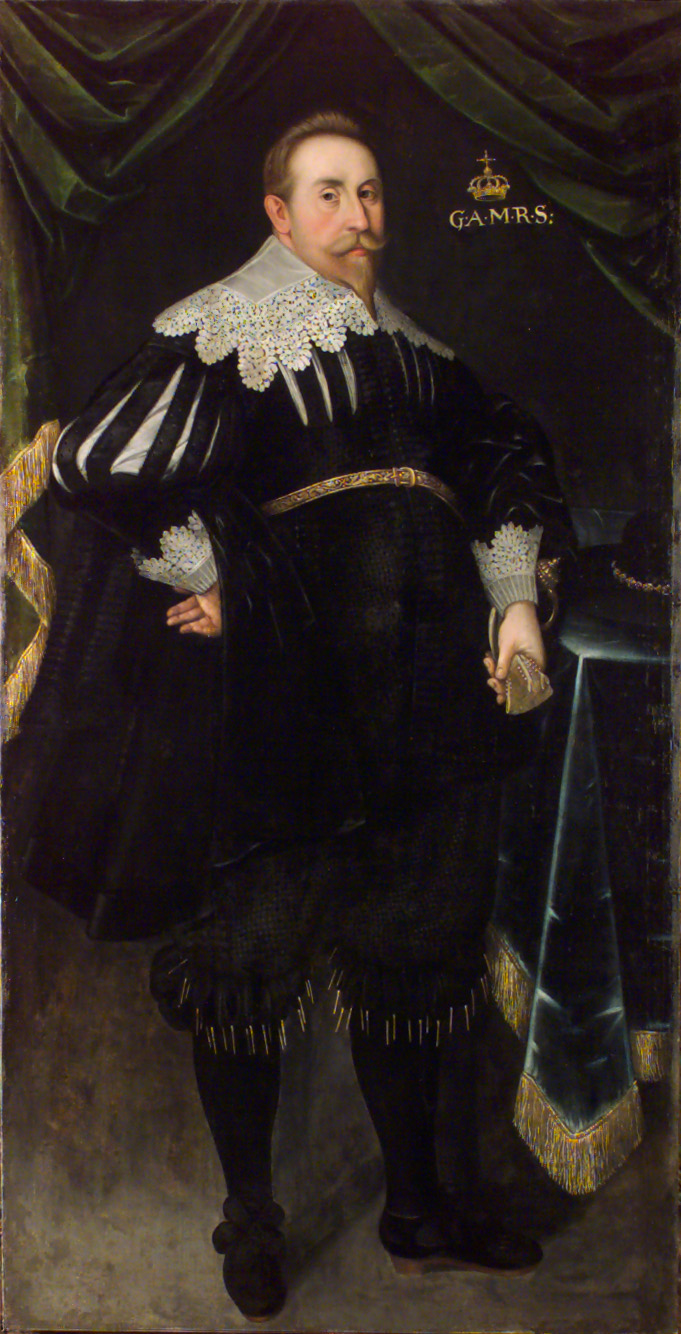
Gustav II. Adolf, ca. 1630

Im Jahr 1611 bestieg Gustav II. Adolf nach dem Tod seines Vaters König Karls IX. den schwedischen Thron. Schon unter seinem Vater hatte Schweden militärisch in die russischen Wirren im Ingermanländischen Krieg eingegriffen und unter anderem vorübergehend die Städte Nowgorod und Pskow (Pleskau) besetzt. Im Frieden von Stolbowo 1617 trat Russland die Stadt Nöteborg (Schlüsselburg) sowie den größten Teil der historischen Provinz Ingermanland an Schweden ab.
In den Jahren 1617 und 1618 kam es erneut zum Ausbruch der Kampfhandlungen zwischen Schweden und Polen-Litauen in Livland, die mit geringen Landgewinnen der Schweden in Livland endeten.

## Der Konflikt 1621–1625
Der vorangegangene Waffenstillstand zwischen Schweden und Polen lief im November 1620 aus, woraufhin die Schweden unter Gustav II. Adolf erneut in die Offensive gingen. Im Jahr 1621 gelang es den Schweden, Riga einzunehmen. Polnische Truppen, die von Bauska nach Riga gezogen waren, um die polnische Herrschaft über Riga zu retten, mussten vor der Stadt umkehren. Polen konnte nicht seine ganzen Kräfte zum Einsatz bringen, da es sich im Krieg mit dem Osmanischen Reich befand. Im Vertrag von Mitau vom 1. März 1625 wurde erneut ein Waffenstillstand für drei Jahre abgeschlossen.

## Der Krieg von 1626–1629
Nach dem Auslaufen des Waffenstillstandes ergriffen die Schweden unter Gustav II. Adolf erneut die militärische Initiative, nun zu einer Invasion ins unter polnischer Hoheit stehenden Preußen Königlichen Anteils. Die schwedische Invasionsflotte landete klugerweise an der Küste des unter polnischer Lehenshoheit stehenden, aber durch Kurfürst Georg Wilhelm von Brandenburg, der seit 1620 auch Herzog in Preußen war, tatsächlich mit Schweden verbündeten Herzogtums Preußen. Von dort marschierten die Schweden zu Land gegen das königliche Preußen. Die Einnahme der großen Hanse- und Hafenstadt Danzig gelang allerdings nicht. Im Dezember 1626 erlitten die polnisch-litauischen Truppen in Livland bei Kokenhusen eine empfindliche Niederlage. In der Seeschlacht von Oliwa vor Danzig am 28. November 1627 konnte eine Danziger Flottille einen Sieg über die schwedische Flotte erringen. In der Schlacht bei Górzno am 2. Februar 1629 erlitten die polnischen Truppen jedoch eine Niederlage.
Am 26. Oktober 1629 wurde schließlich der Waffenstillstand von Altmark für sechs Jahre abgeschlossen. Der Vertrag garantierte Schweden den Besitz des größten Teils von Livland einschließlich der Stadt Riga (Schwedisch-Livland). Außerdem erhielt Schweden die Kontrolle über die preußischen Städte Elbing, Memel, Fischhausen, Braunsberg und Frauenburg zugesprochen. Die Waffenruhe mit Polen und die erheblichen Einkünfte aus den Seezöllen der Städte Riga, Memel, Elbing und Fischhausen erlaubten es König Gustav II. Adolf im folgenden Jahr, mit einem schwedischen Heer an der Küste Pommerns zu landen und auf Seiten der bedrängten Protestanten in den Dreißigjährigen Krieg in Deutschland einzugreifen.